# Байонна-1
Байонна-1 (фр. Bayonne-1) — кантон во Франции, находится в регионе Аквитания, департамент Атлантические Пиренеи. Входит в состав округа Байонна. В кантон Байонна-1 входят часть коммун Англет и Байонна, центральный офис расположен в Байонне. Кантон был образован декретом от 25 февраля 2014 года, который вступил в силу 22 марта 2015 года.
Код INSEE кантона — 6404. 